# 胸形神社 (小山市)
胸形神社（むなかたじんじゃ）は、栃木県小山市の巴波川（うずまがわ）左岸堤防の下に鎮座する、田心姫命を祭神とする神社。下野国寒川郡の延喜式内小社。旧社格は郷社。

## 祭神
主神
- 田心姫命（たきりびめ）

配祀
- 市杵島命（いちきしまひめ）
- 多岐津比売命（たぎつひめ）

## 歴史
崇神天皇の代（564-631）に九州の牟奈加多神社（宗像神社）の祭神を勧請し、寒川郡の総社となった。平安時代中期の『延喜式神名帳』には「下野国寒川郡 胸形神社」と記載され、式内社に列している。中世以降は衰微したが、弘化元年（1844年）に社殿が再建される。
明治の近代社格制度では郷社に列し、明治14年（1881年）9月に本殿を改築する。明治45年（1912年）1月12日に神饌幣帛料供進社に指定される。大正12年（1922年）に拝殿が焼失するが、翌年に再建される。昭和16年（1941年）7月に水害で社殿が流失するが、翌年10月に再建される。

## 祭事
- 初天神（1月第4土曜日）

## 文化財

### 無形民俗文化財（市指定）
- 花桶かつぎ[1]

## 交通アクセス
- JR東北本線間々田駅下車徒歩約40分